# Hände voller Blut
Hände voller Blut (Originaltitel: Hands of the Ripper) ist ein britischer Horrorfilm aus der Hammer Films-Produktion von 1971. Eric Porter und Angharad Rees spielen die Hauptrollen unter der Regie von Peter Sasdy.

## Handlung
Einst musste Anna als Dreijährige zusehen, wie ihr Vater die Mutter brutal erstach. Annas Mutter hatte herausbekommen, dass ihr Ehemann in Wahrheit der berüchtigte Jack the Ripper ist. Nach dem Tod des Vaters wuchs Anna bei ihrer Tante auf, die sie an zahlungskräftige Männer für sexuelle Gefälligkeiten weiterleitete. Heute leidet sie unter der Vergangenheit und ist besessen von der Vorstellung, dass sich der Geist des toten Dirnenmörder-Vaters ihrer bemächtigt hat. Wenn sie sich in Trance befindet, geht Anna sogleich auf Mordtour, kann sich später aber an rein gar nichts mehr erinnern. Das Hausmädchen Dolly ist eines der Opfer, eine Prostituierte, durch deren Auge Anna mehrere Hutnadeln jagt, ein weiteres. Auch Granny Golding, das vorgebliche Medium, das zahlungswilligen Kunden vorgaukelt, dass sie während Séancen mit deren teuren Verblichenen reden kann, muss dran glauben und wird von Anna mit einem Schürhaken an eine Tür aufspießt. Schließlich kommt das blonde Mädchen in die Obhut des Freud-Schülers Dr. Pritchard. Der Psychoanalytiker hat großes Interesse daran, ins Unterbewusste seiner jungen Patientin vorzudringen und herauszubekommen, weshalb Anna, wenn sie nicht bei vollem Bewusstsein ist, zu ihrer Mordtour aufbricht.
Bald findet er heraus, dass Anna immer dann zu morden begann, wenn sie jemand küssen wollte. So hatte sich nach dem Mord an der eigenen Mutter auch ihr Ripper-Vater von seiner kleinen Tochter verabschiedet, ehe er für immer aus ihrem Leben verschwand. Dies hat bei Anna ganz offensichtlich ein Trauma hinterlassen. Dr. Pritchard gibt sich bald der Illusion hin, dem Mädchen mit den Händen voller Blut wirklich helfen, ja: sie sogar heilen zu können. Doch bald wird er diesen Entschluss bitter bereuen, denn Anna metzelt bei den Vorbereitungen zu der Hochzeit von Dr. Pritchards Sohn Michael auch die hauseigene Zofe blutig nieder, als diese ihr ein Medaillon umhängen wollte. Pritchard glaubt fest daran, dass dieses Medaillon in Annas Vergangenheit eine zentrale Bedeutung haben müsse und ihre Persönlichkeitsspaltung erklären könnte. Die Dinge gewinnen an Fahrt, und Pritchard muss erkennen, dass er Anna nur noch aufhalten kann, wenn er bereit ist, sein eigenes Leben einzusetzen. In Londons St. Pauls Cathedral kommt es schließlich zum Showdown: Von Anna mit einem Dolchstich in der Seite verletzt, verfolgt er seine Patientin bis ins Flüstergewölbe des Gotteshauses und kann sie dazu beschwatzen, mit ihm gemeinsam in die Tiefe zu stürzen und ihrer kläglichen Existenz ein Ende zu bereiten.

## Produktionsnotizen
Hände voller Blut wurde offensichtlich in Deutschland uraufgeführt, und zwar am 30. September 1971. Die britische Premiere fand erst am 17. Oktober 1971 statt.

## Kritiken
Im Movie & Video Guide hieß es: „Gute Atmosphäre, solide Auftritte, aber nach gutem Start führt alles in eine Serie blutiger Morde“.
Halliwell‘s Film Guide fand, der Film sei ein „blutiger Hammer Horror mit gutgemachten Szenen“.

„Triviale Horrorgeschichte mit einigen überflüssigen Schockeffekten und dramaturgischen Schwächen. Handwerklich recht sorgfältig.“

„Hände voller Blut ist ein äußerst spannender, wenn auch sehr langsam erzählter Hammerfilm, der zwar recht schnell offenlegt, wer für die blutigen Morde verantwortlich ist, aber einen bis zum Ende mitreißt und verdammt gut unterhält.“